# Дедулешти (Арђеш)
Дедулешти (рум. Dedulești) насеље је у Румунији у округу Арђеш у општини Морарешти. Oпштина се налази на надморској висини од 450 m.

## Становништво
Према подацима из 2002. године у насељу је живело 459 становника, од којих су сви румунске националности.